# 尹柱卿
尹 柱卿（ユン・ジュギョン、朝鮮語: 윤주경、1959年5月3日 - ）は、韓国の女性政治家。第21代韓国国会議員、国民の力所属。
独立運動家の尹奉吉は祖父、俳優のユン・ジュビンははとこ（大叔父の孫）。

## 経歴
忠清南道礼山郡生まれ。昌徳女子高等学校、梨花女子大学校化学科、同大学院卒業。2004年に第17代総選挙の前にヨルリンウリ党の選挙対策委員会に参加し、良心建国委員会副団長を務めた。2007年に梅軒尹奉吉記念事業会理事、2008年に独立記念館理事、2011年に梅軒尹奉吉月進会理事、2013年に国民大統合委員会委員、2014年に第10代独立記念館館長をそれぞれ務めた。しかし、2017年7月ごろ、独立記念館館長の任期満了の2か月前の時点で国家報勲処の局長により館長職の早期辞退を要求され、長官の皮宇鎮も国会での質疑で尹に早期辞退を勧めたことを認めたため、自由韓国党は報勲処側を権力濫用の疑いとして検察に告発した。独立記念館館長の任期を全うした後、2020年2月に自由韓国党に入党し、4月の第21代総選挙で未来韓国党の比例代表順番1位として当選した。
当選後は尹美香と正義連の真相究明タスクフォースの結成を示唆し、「これまで李容洙をはじめとするおばあさんたちと尹美香をはじめとする正義連関係者たちの労苦は、日本軍慰安婦に対する国際的関心を引き出した美しい同行だったが、これ以上正義連に対する疑惑が尾を引かないように、このすべての疑惑を透明かつ正直に明らかにしなければならない」と発言した。2021年に彼女は光復会を「国民分裂を起こし、民主党に偏り、政治中立的でない」と批判し、金元雄会長の辞職を要求した。なお、光復会には独立運動家の家族のうち1人しか加入できないため、彼女は同会の会員でない。2021年6月29日、梅軒尹奉吉義士記念館で開かれた尹錫悦の2022年大統領選挙の記者会見に出席した。2023年8月の光復節のラジオ番組に出演中、白善燁の親日行為記録が国家報勲部により削除されたことについては「歴史を正確に記録したのではない」と批判した。